# غرانت ستونمان
غرانت ستونمان (بالإنجليزية: Grant Stoneman)‏ هو لاعب كرة قدم أمريكي في مركز الدفاع، ولد في 27 نوفمبر 1995 في سانت تشارلز في الولايات المتحدة. لعب مع Flint City Bucks ‏.

## وصلات خارجية
- غرانت ستونمان على موقع قاعدة بيانات كرة القدم.إي يو (الإنجليزية)
- غرانت ستونمان على موقع Soccerway.com (الإنجليزية)